# The Most Gigantic Lying Mouth of All Time
The Most Gigantic Lying Mouth of All Time (förkortat TMGLMOAT) är en samling av 24 kortfilmer från 2004 av det brittiska bandet Radiohead, regisserade och redigerade av Chris Bran.

## Avsnitt

### Avsnitt 1
1. The Cat Girl (regisserad av Ebba Erikzon)
2. The Slave (regisserad av James Field)
3. When an Angel Tries to Sell You Something (regisserad av Rick Hind och Ajit N. Rao)
4. Skyscape (regisserad av Vernie Yeung)
5. Sit Down. Stand Up. (regisserad av Ed Holdsworth)

### Avsnitt 2
1. Lament (regisserad av Cath Elliot)
2. The Big Switch (regisserad av Chris Levitus)
3. The Scream (regisserad av Paulo Neves)
4. Inside of My Head (regisserad av Ashley Dean)
5. De Tripas Y Corazon (regisserad av Juan Pablo Etcheverry)

### Avsnitt 3
1. Listen to Me Wandsworth Road (regisserad av Ebba Erikzon)
2. Hypnogoga (regisserad av Louise Wilde)
3. And Murders of Crows (regisserad av Paul Rains)
4. Freak Juice Commercial (regisserad av Rick Hind och Ajit N. Rao)
5. "Running" (regisserad av Hannah Wise och Chinacake Productions)
6. Push Pulk / Spinning Plates (regisserad av Johnny Hardstaff)

### Avsnitt 4
1. Dog Interface (regisserad av Juan Pablo Etcheverry)
2. HYTTE (regisserad av Gary Carpenter)
3. Momentum (regisserad av Camella Kirk)
4. Chickenbomb (regisserad av Vernie Yeung)
5. Welcome to My Lupine Hell (regisserad av Ashley Dean)
6. The Homeland Hodown (regisserad av Jason Archer och Paul Beck)
7. I Might Be Wrong (regisserad av Sophie Muller)
8. The National Anthem (regisserad av Mike Mills)